# Gregorio Marañón (métro de Madrid)
Gregorio Marañón est une station des lignes 7 et 10 du métro de Madrid, en Espagne. Elle est établie sous la place du docteur Marañón, entre les quartiers de Ríos Rosas et d'Almagro, de l'arrondissement de Chamberí.

## Situation sur le réseau
La station se situe entre Alonso Cano à l'ouest et
Avenida de América à l'est sur la ligne 7 et entre Nuevos Ministerios au nord et Alonso Martínez au sud sur la ligne 10.

## Histoire
La station est ouverte aux voyageurs le 22 janvier 1998, lors de la mise en service du prolongement de la ligne 10 entre Alonso Martínez et Nuevos Ministerios. Le 13 mars suivant, la correspondance est établie sur la ligne 7 lors de l'ouverture d'une nouvelle section de celle-ci depuis Avenida de América.

## Services aux voyageurs

### Accès et accueil
La station possède deux accès par des escaliers, escaliers mécaniques, ainsi qu'un troisième direct par ascenseurs.

### Intermodalité
La station est en correspondance avec les lignes d'autobus n°7, 12, 14, 27, 40, 45, 147 et 150 du réseau EMT.